# 薛邦瑞
薛邦瑞，字大年，南直隸凤阳府亳州人。明朝政治人物，同進士出身。

## 生平
萬曆四十六年（1618年）戊午科舉人，天啓二年（1622年），登壬戌科進士，都察院观政，次年授任晋江知县，為官锐立治理，頗得民心，五年考察罢。六年补任上林苑监典簿，七年升户部云南司主事，崇祯二年升郎中，四年升浙江布政司参议，八年升浙江温處道副使，九年致仕。